# Blepharodera
Blepharodera är ett släkte av kackerlackor. Blepharodera ingår i familjen jättekackerlackor.
Kladogram enligt Catalogue of Life:
| Blepharodera | \| \| Blepharodera ciliata \| \| \| \| \| \| Blepharodera discoidalis \| \| \| \| |
|              | \| \| Blepharodera ciliata \| \| \| \| \| \| Blepharodera discoidalis \| \| \| \| |
|              | Blepharodera ciliata                                                              |
|              |                                                                                   |
|              | Blepharodera discoidalis                                                          |
|              |                                                                                   |